# (35054) 1983 WK
(35054) 1983 WK es un asteroide perteneciente al cinturón de asteroides, descubierto el 28 de noviembre de 1983 por Edward Bowell desde la Estación Anderson Mesa (condado de Coconino, cerca de Flagstaff, Arizona, Estados Unidos).

## Designación y nombre
Designado provisionalmente como 1983 WK.

## Características orbitales
1983 WK está situado a una distancia media del Sol de 2,692 ua, pudiendo alejarse hasta 3,465 ua y acercarse hasta 1,919 ua. Su excentricidad es 0,287 y la inclinación orbital 13,43 grados. Emplea 1613,79 días en completar una órbita alrededor del Sol.

## Características físicas
La magnitud absoluta de 1983 WK es 14,2. Tiene 6,783 km de diámetro y su albedo se estima en 0,078. 